# The Menzingers
The Menzingers est un groupe américain de rock, originaire de Scranton, Pennsylvanie. Le groupe est composé de Greg Barnett (chant, guitare), Tom May (chant, guitare), Eric Keen (basse) et Joe Godino (batterie). En 2023, le groupe compte sept albums studio, dont le plus récent, From Exile, sort le 25 septembre 2020.

## Histoire
Les Menzingers se forment dans le sillage des groupes ska punk/pop punk de Scranton Bob and the Sagets, composé de Tom May, Joe Godino, Eric Keen, et des membres non-Menzingers Lee Hartney and Curtis Irie, actuellement de Irie Idea ; et Kos Mos, composé de Greg Barnett, Adam Mcilwee de [igers Jaw, et Wicca Phase Springs Eternal ; et Leo Vergnetti de Captain, We're Sinking. Leur première sortie est une démo éponyme réalisée en 2006, qui s'est retrouvée dans de nombreuses listes du top 10 de cette année-là.
En 2009, le groupe sort un EP de quatre chansons intitulé Hold on Dodge par l'intermédiaire de Red Scare Industries, leur première sortie en vinyle (y compris une édition olive de 600 exemplaires). Un titre bonus pour l'EP intitulé Kentucky Gentleman est disponible sur iTunes.
The Menzingers sortent leur cinquième album studio After the Party le 3 février 2017, pour Epitaph Records, ainsi qu'une tournée aux États-Unis avec Jeff Rosenstock et Rozwell Kid. Plus tard, The Menzingers annoncent leur sixième album studio Hello Exile et présentent un clip vidéo pour le single Anna le 15 juillet 2019. Le 20 août 2019, The Menzingers sort le deuxième single de Hello Exile : America (You're Freaking Me Out), accompagné d'un clip vidéo. Le 18 septembre 2019, The Menzingers sort le troisième single de Hello Exile : Strangers Forever, accompagné d'un clip. Hello Exile sort le 4 octobre 2019 sur Epitaph et le groupe part en tournée en tête d'affiche aux États-Unis en tête d'affiche avec Tigers Jaw et Culture Abuse.
Le 5 août 2020, le groupe annonce la sortie de son 7e album intitulé From Exile, qui serait une ré-imagination acoustique de leur précédent album Hello Exile. L'album est écrit, composé et enregistré par les membres du groupe dans des lieux différents en raison des restrictions liées au Covid-19. 3 chansons, ainsi que les vidéos des paroles qui les accompagnent, sont publiées avant la première de l'album, avec High School Friend (From Exile) et Strawberry Mansion (From Exile) sorties le même jour que l'album est annoncé, et Last to Know est publié le 21 août 2020. L'album sort le 25 septembre 2020.
En septembre 2022, The Menzingers annoncent une réédition de On the Impossible Past et de ses démos à la fois en numérique et en vinyle pour le 10e anniversaire. Cette annonce est accompagnée de la sortie du single Burn.

## Discographie

### Albums studio
- 2007 : A Lesson in the Abuse of Information Technology
- 2010 : Chamberlain Waits
- 2012 : On the Impossible Past
- 2014 : Rented World
- 2017 : After the Party
- 2019 : Hello Exile
- 2022 : On the Possible Past

### EP
- 2009 : Hold On, Dodge!
- 2010 : I Was Born
- 2011 : The Obituaries
- 2012 : Gates
- 2013 : Electric Split (split-CD avec Bouncing Souls)
- 2016 : Lookers